# Pascal Rywalski

Generalminister Pascal Rywalski (1976)

Pascal Rywalski OFMCap (* 2. Oktober 1911 in Chelin in der Gemeinde Lens; † 8. Januar 2002 in Sitten) war ein Schweizer Kapuziner.

## Leben
Pascal Rywalski (Taufname Konrad) wurde als Sohn des aus Polen stämmigen Johann Rywalski (* 6. September 1879 in Toruń; † 7. Januar 1947) und dessen Ehefrau Agatha, geb. Emery (* 23. Mai 1882 in Lens; † 16. September 1959), geboren. Er hatte neun Geschwister.
Er besuchte seit 1924 das Gymnasium in Saint-Maurice und trat am 13. September 1930 als Novize in den Kapuzinerorden in Luzern ein und erhielt am 15. September 1931 seine einfache Profess. Von 1931 bis 1932 war er am Gymnasium Kollegium St. Fidelis in Stans und nahm dann von 1933 bis 1935 seine philosophischen und theologischen Ordensstudien in Sitten, Freiburg und Solothurn auf.
Am 4. Juli 1937 erfolgte seine Priesterweihe und von 1938 bis 1945 war er Philosophiestudent an der Universität Freiburg, in dieser Zeit erhielt er am 21. Juli 1941 seinen lic. phil. Bereits während seines Studiums begann er 1943 als Lehrer am Kollegium St. Fidelis in Stans zu unterrichten und promovierte am 25. Juli 1945 zum Dr. phil., bevor er 1951 Prediger in Freiburg wurde. Anfang 1954 erfolgte seine Ernennung zum Superior im neu gegründeten Hospiz Genf, dort war er bis 1963 auch als Hausmissionar tätig. Von 1960 bis 1966 war er als Definitor tätig.
Von 1963 bis 1966 war er Guardian, Präfekt der Studien und Redakteur in Freiburg und in der Zeit von 1966 bis 1970 versuchte er als Provinzialminister für die Schweizer Kapuziner-Provinz neue Wege in der sich verändernden Seelsorge zu finden, hierzu stellte sich das Sachkapitel im Exerzitienhaus St. Franziskus in Delsberg (vom 9.–13. Januar 1967) dieser Aufgabe. Eine weitere Neuerung war die Pressekonferenz am 17. Januar 1967 im Wesemlinkloster Luzern, zu der katholische und nichtkatholische Presseleute eingeladen wurden, denen in Kurzreferaten ein im Wesentlichen abgerundetes Bild der Aufgaben und Ziele der Provinz aufgezeigt wurden.
Von 1970 bis 1982 gab er als 69. Generalminister in Rom den Auftakt zur Rückbesinnung des Ordens auf brüderliches Leben im Zeichen des franziskanischen Armutsideals.

## Schriften (Auswahl)
- Paul Claudel et les missions. 1946.
- Le P. Pascal Rywalski, O.F.M. Cap.; Paul Claudel: La Bible dans l’œuvre littéraire de Paul Claudel, précédé d’une Méditation sur le Psaume CXVIII, par Paul Claudel. Thèse présentée à la Faculté des lettres de l’Université de Fribourg, Suisse par Pascal Rywalski. Porrentruy: Éditions des Portes de France; Fribourg: Impr. St. Paul, 1948.
- Méditation sur le Psaume CXVIII par Paul Claudel. Porrentruy Éditions des Portes de France 1948.
- Pour aimer la messe. Fribour: Présentation de la Sainte Vierge, 1952.
- Petit catéchisme de la Messe. St-Maurice: Ed. de l’Œuvre St-Augustin, 1955.
- Salvator Maschek; Pascal Rywalski: Je ne me suis pas marié à l’église, que faire? Genève: Ed. de l’Echo illustré, ca. 1962.
- Jean-Paul Hayoz OFMCap; Félix Tisserand, OFMCap; Pascal RywalskiOFMCap: Documents relatifs aux capucins de la province de Savoie en Valais, 1603–1766. Martigny, Suisse : Impr. Pillet, 1967.
- Erneuerung in Treue: Fortsetzung der Richtlinien von 1965. Luzern: Fidelisdr, 1968.
- Ansprache des P. Generals Pascal Rywalski zur Eröffnung der ersten Versammlung des Ordensrates in Quito, den 4. Oktober 1971. 1971.
- Statutum pro assistentia spirituali: Tertii Ordinis Franciscani (TOF). Romae: Curia Generale FF. MM. Cappuccini, 1972.
- Francesco Saverio Toppi; Zacharie Balet; Pascal Rywalski: Flamme d’Orient: le vénérable frère Jérémie de Tzazo (Valachie, Roumanie) 1556–1625. Luzern: Fidelis-Druck, 1983.